# 쿠루크셰트라
쿠룩셰트라(힌디어: कुरुक्षेत्र, 산스크리트어: कुरुक्षेत्रम् 쿠루크셰트람) 또는 다르마크셰트라는 인도의 하리아나 주에 있는 도시이다.
푸라나에 따르면, 쿠루크셰트라는 서사시 마하바라타에서 묘사된대로 쿠루 왕국의 시조 쿠루의 이름을 따서 명명된 지역이다. 마하바라타에 나오는 신화적 전쟁인 쿠루크셰트라 전쟁이 여기서 일어난 것으로 알려져 있다. 또한 쿠루크셰트라는 타네사르와 함께 마하바라타에 기인한 많은 성지가 있는 힌두교의 성지이다.
대부분의 고대 힌두교 문헌에서 쿠루크셰트라는 도시가 아니라 지역(크셰트라는 산스크리트어로 "지역"을 의미)으로 묘사된다. 쿠루크셰트라의 경계는 대략 하리아나 주의 중앙 및 서쪽 부분과 펀자브의 남쪽에 해당한다. 타이티리야 아란야카 5.1.1.에 따르면 쿠루크셰트라 지역은 펀자브의 고대 도시인 스루나에서 칸다바의 북쪽 (델리 및 메와트 지역), 타르 사막의 동쪽에 있다고 한다.

## 역사

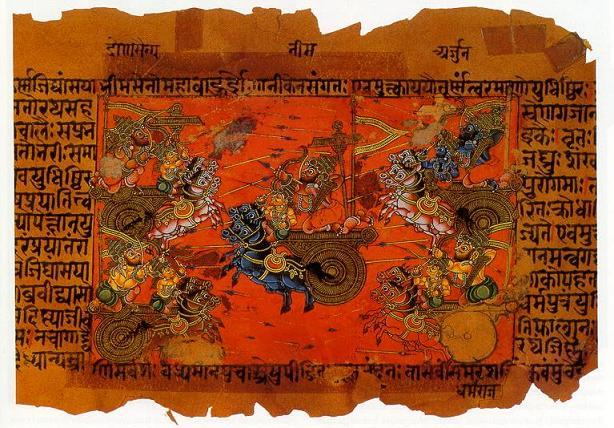
쿠루크셰트라 전쟁을 묘사 한 마하바라타 원고

고대 힌두교 문헌인 푸라나에 따르면,이 지역은  쿠루 왕국의 시조이자 판다바와 카우라바의 조상인 쿠루 왕의 이름을 따서 명명되었는데, 전설에 따르면 사라스바티강 유역에서 토지를 선택한 쿠루 왕은 진실, 용서, 연민, 자선, 공희제(야즈나) 및 브라흐마차리야 등 힌두교의 교리를 충실히 따랐기 때문에 비슈누 신에게 "이 땅은 쿠루크셰트라는 이름으로 영원히 힌두교의 성지로 알려질 것이며, 이 땅에서 죽는 사람은 천국에 갈 것이다"라는 축복을 받았다고 한다. 쿠루크셰트라의 땅은 사라스바티강과 드리샤바티강 사이에 위치했다. 우타르 베디, 브라흐마 베디, 다르마크셰트라로도 알려져 있는 쿠루크셰트라는 하르샤 왕의 통치 기간 동안 발전하기 시작하였다.
쿠루크셰트라는 기원전 4 세기 말에 마우리아 제국에 의해 정복되었고, 이후 굽타 제국의 힌두교 장려 정책에 의해 쿠루크셰트라는 힌두교의 성지가 되었다. 이후 수많은 왕조의 손길을 거친
쿠루크셰트라는 1947년 이래로 명실상부한 힌두교의 영적 중심지가 되었으며, 오래된 건축물의 인프라, 개발 및 복원이 많이 이루어졌다. 2017년부터 하리아나 주는 쿠루크셰트라를 성스러운 도시로 선포했으며, 종교적 중요성으로 인해 지역 내의 고기의 판매, 소유 및 소비를 금지하였다.

## 관광

### 국제 기타 마호타브
이 지역의 힌두교 축제인 기타 자얀티는 수십 년 이전부터 열리기 시작하였다. 원래 기타 자얀티는 전통적인 달력에 따라 개최된 축제였으며, 2016년부터 하리아나 주는 매년 12월 1일부터 12월 11일까지 쿠루크셰트라에서 기타 자얀타를 세계화시킨 축제인 국제 기타 마호타브를 개최하기 시작하였다.

### 쿠루크셰트라의 48 코스 파리크라마
쿠루크셰트라는 힌두교의 중요한 성지도시 중 하나이며 도시 곳곳에는 48 코스 파리크라마라 불리는 여러 성지들이 있다.

### 힌두교성지
- 브라흐마 사로 : 매년 "소마바티 아마바스야"라 불리는 힌두교의 주기에 수많은 힌두교 신자들이 브라흐마 사로라는 곳으로 목욕을 하러 오는데, 그들은 이 곳에서의 목욕이 모든 죄와 출생의 죽음의 주기를 자유롭게한다고 믿는다.[7]
- 샤니히트 사로바르 : 아시아 최대의 인공 연못 중 하나인 이 연못은 힌두교 신자들에게 성수가 들어 있으며 신성한 여신 사라스바티의 만남의 장소라고 여겨진다.
- 죠티사르 : 쿠루크셰트라 전쟁에서 크리슈나가 아르주나에게 바가바드 기타를 설파한 장소.
- 쿠루크셰트라 파노라마 과학 센터 : 쿠루크셰트라 전쟁을 묘사한 벽화가 소장되어 있음.
- 다로하르 박물관 : 쿠루크셰트라 유니버시티에 위치한 하리아나 주의 힌두교 전통과 역사 관련 유물들이 전시된 박물관.

### 다른 종교 또는 역사적 장소
- 셰이크 칠리의 무덤 : 무굴 제국의 황자 다라 시코흐의 스승인 것으로 여겨지는 수피 셰이크 칠리를 기념하여 무굴 제국 시대에 지어졌다.[8][9]

### 일반 관광지
- 쿠루크셰트라 악어 번식 센터
- 사라스바티 야생 동물 보호 구역

## 교육 기관
- 쿠루크셰트라 유니버시티 : 1956년 설립.
- 쿠루크셰트라 공학 기술 대학
- 쿠루크셰트라 국립 기술 연구소
- 쿠루크셰트라 국립 디자인 연구소
- 스리 크리슈나 아유사 대학
- 쿠루크셰트라 호텔 경영 연구소